# خوان ایگناسیو خیلاردی
خوان ایگناسیو خیلاردی (اسپانیایی: Juan Ignacio Gilardi‎؛ زادهٔ ۱۴ نوامبر ۱۹۸۱) بازیکن هاکی روی چمن اهل آرژانتین است که در مسابقات کشوری و بین‌المللی در مجموع برندهٔ ۲ مدال طلا، ۳ مدال نقره، ۳ مدال برنز شده‌است.